# Eckhardt Peschke
Eckhardt Peschke (* 30. August 1934 in Berlin; † 14. September 2019 ebenda) war ein deutscher Fußballspieler. Der Defensivspieler hat mit Tasmania Berlin in den Jahren 1959, 1960 und 1962 drei Mal die Berliner Fußballmeisterschaft in der Berliner Stadtliga und fünf Mal den Berliner Landespokal gewonnen. Im ersten Jahr der Fußball-Bundesliga, 1963/64, gewann er mit Tasmania auch in der zweitklassigen Fußball-Regionalliga Berlin die Meisterschaft und zog damit in die erste Bundesligaaufstiegsrunde ein. Peschke absolvierte von 1955 bis 1966 bei Tasmania Berlin in der Stadtliga Berlin, Regionalliga Berlin und Fußball-Bundesliga insgesamt 255 Ligaspiele mit drei Toren. Dazu kommen noch 15 Endrundenspiele um die deutsche Fußballmeisterschaft (1959–1962), Spiele um den Berliner Landespokal, den DFB-Pokal, fünf Spiele in der BL-Aufstiegsrunde 1964 und am 12. September 1962 ein Einsatz im Auswärtsspiel im Messestädtepokal gegen DOS Utrecht.

## Karriere

### Tasmania Berlin, bis 1966
Peschke spielte ab 1955 für Tasmania Berlin in der damals vom DFB regional aufgeteilten Erstklassigkeit der Berliner Stadtliga. Die folgenden Jahre entwickelten sich für Peschke und Tasmania sehr erfolgreich. Die Blau-Weißen aus Neukölln belegten in den letzten fünf Jahren vor Einführung der zentralen Bundesliga und dem Unterbau der zweitklassigen Regionalliga, 1963/64, von 1959 bis 1963 dreimal (1959, 1960, 1962) den 1. beziehungsweise zweimal (1961, 1963) den 2. Platz. Dennoch wurde Hertha BSC zur Debütrunde 1963/64 für die Bundesliga nominiert und Tas in die zweitklassige Regionalliga eingeteilt. In den Endrundenspielen um die deutsche Meisterschaft debütierte er am 16. Mai 1959 im Dortmunder Stadion Rote Erde vor 30.000 Zuschauern gegen Westfalia Herne bei einer 0:1-Niederlage gegen den Westmeister. Er dirigierte die Abwehr um Torhüter Hans-Joachim Posinski, den Verteidigerpaar Hans-Jürgen Bäsler und Horst Talaszus, den Außenläufern Horst Mauruschat und Horst Greuel; der Tas-Angriff um Wolfgang Neumann, Helmut Fiebach, Peter Engler, Armin Mauruschat und Harry Pinkpank scheiterte an der Klasse von Nationaltorhüter Hans Tilkowski und Kollegen. Vor 90.000 Zuschauern verlor er am 30. Mai das Heimspiel gegen den Hamburger SV mit 0:2 Toren. Mittelstürmer Uwe Seeler erzielte beide Treffer des Nordmeisters. In der Endrunde 1960 gewann er mit Tas beide Spiele gegen den Südwestvertreter FK Pirmasens (2:1, 5:2), mit 2:1 gegen den Nordvize SV Werder Bremen und verlor gegen den Westmeister 1. FC Köln vor 88.000 Zuschauern mit deren Sturmassen Helmut Rahn, Christian Müller und Hans Schäfer knapp mit 1:2 Toren. In der wegen der Weltmeisterschaft in Chile verkürzten Endrunde 1962 mit lediglich drei Spielen schlug er sich mit seinen Kollegen gegen den 1. FC Nürnberg (1:2), FC Schalke 04 (1:1) und Borussia Neunkirchen (1:0) beachtlich und belegte mit seiner Mannschaft mit 3:3 Toren und 3:3 Punkten den zweiten Gruppenplatz. Im letzten Jahr des erstklassigen Oberligafußballs, 1962/63, bestritt Peschke alle 27 Stadtligaspiele bei der Vizemeisterschaft, dabei auch das letzte Spiel am 19. Mai 1963, als Tas das Heimspiel gegen den Spandauer SV mit 9:2 Toren gewann.
In den Spielen um den DFB-Pokal ragt der Einzug 1958 in das Halbfinale gegen Fortuna Düsseldorf heraus. In der Qualifikation hatten sich Peschke und Kollegen in zwei Spielen gegen den VfL Osnabrück (1:1 n. V., 3:1) durchgesetzt und scheiterten knapp am Einzug in das Finale am 26. Oktober 1958 durch eine 1:2-Niederlage gegen die Mannen um Matthias Mauritz, Erich Juskowiak und Jupp Derwall. Im Jahr 1961 überstand er mit seiner Elf die erste Hauptrunde mit einem 4:1-Heimspielerfolg gegen Altona 93 und verlor im Viertelfinale mit 1:2 Toren nach Verlängerung gegen den 1. FC Kaiserslautern. Dabei vergab er in der 60. Minute die Chance eines Foulelfmeters. Auch die 0:1-Niederlage 1962 bei Eintracht Frankfurt – Torschütze war Mittelstürmer Erwin Stein – verdiente Respekt. Wiederum überstand Peschke mit Tas 1963 die erste Hauptrunde; sie gewannen beim SC Concordia Hamburg mit 3:1 Toren. Im Viertelfinale verlor man am 31. Juli im Bremer Weserstadion mit 0:1 Toren gegen den in die neue Bundesliga eingereihten SV Werder Bremen, welcher am 24. August mit einem 3:2-Erfolg gegen Borussia Dortmund die Serie in der Bundesliga eröffnete.
Mit dem etatmäßigen Mittelläufer im damals zumeist praktizierten WM-System, der sich durch große Zuverlässigkeit und ausgeprägte strategische Fähigkeiten auszeichnete, wurde 1963/64 die Regionalligameisterschaft gewonnen. In 27 Ligaspielen erzielten die gegnerischen Angreifer lediglich 22 Tore gegen die von Peschke angeführte Tas-Defensive. In der Aufstiegsrunde zur Bundesliga überraschte der Berlin Meister insbesondere mit den Siegen gegen den späteren Überraschungsaufsteiger Borussia Neunkirchen (5:1) und dem klaren Favoriten FC Bayern München (3:0). Mittelstürmer Heinz Fischer, er hatte in Berlin bereits in 25 Ligaspielen 24 Tore erzielt, zeichnete sich in der Aufstiegsrunde mit sieben Treffern als Torschützenkönig aus. Im zweiten Regionalligajahr, 1964/65, belegten Peschke und Kollegen mit Tas lediglich den dritten Rang in Berlin, obwohl wiederum Mittelstürmer Fischer mit 25 Treffern sich die Torjägerkrone holte. Meister Tennis Borussia Berlin belegte in der BL-Aufstiegsrunde mit 3:9 Punkten den vierten und letzten Gruppenplatz. Da Hertha BSC durch den DFB wegen Verstoß gegen das Lizenzspielerstatut – die Berliner hatten ihren Aktiven mehr gezahlt, als das DFB-Statut vorsah – nach der Saison aus der Bundesliga ausgeschlossen worden war, die zwei regulären Absteiger Schalke 04 und der Karlsruher SC durch Aufstockung auf 18 Plätze in der Bundesliga verbleiben durften, war Platz für einen Berliner Bundesligisten geschaffen. TeBe und Vizemeister Spandauer SV verzichteten, Tasmania 1900 nahm das Angebot an und wurde zur Runde 1965/66 in die Bundesliga aufgenommen.
Ausgerechnet Torjäger Heinz Fischer hatte aber bereits einen Vertrag bei Eintracht Gelsenkirchen unterschrieben und konnte nicht mit den Blau-Weißen den Weg in die Erstklassigkeit mitgehen. In letzter Minute konnte noch der 31-jährige Italienprofi und Nationalspieler Horst Szymaniak vom FC Varese verpflichtet werden. Der gleichaltrige Peschke absolvierte in der Saison 1965/66 15 Spiele. Im Mai 1966 beendete er die Bundesligasaison als Aktiver bei den letzten Spielen am 33. beziehungsweise am 34. Spieltag gegen Borussia Neunkirchen (2:1-Heimerfolg) und der 0:4-Niederlage am Schlusstag bei Schalke 04. Tas stieg mit nur zwei Siegen und acht Punkten wieder ab.

### Ausklang
Peschke wechselte nach dem Abstieg zu Lichterfelder SU und ab der Saison 1967/68 zum 1. FC Neukölln in die Regionalliga Berlin. Von 1966 bis 1970 absolvierte er nochmals 93 Ligaspiele (1 Tor), ehe er seine Spielerlaufbahn beendete.